# Flavi Sabí (governador i prefecte)
Flavi Sabí (en llatí Flavius Sabinus) va ser un magistrat romà del segle i. Formava part de la gens Flàvia. Era el fill gran de Tit Flavi Sabí (Titus Flavius Sabinus) i de Vespàsia Pol·la, i germà gran de l'emperador Vespasià.
En el regnat de Claudi, l'any 45 servia a les ordes d'Aule Plauci a Britànnia junt amb el seu germà. Després va ser governador de Mèsia per set anys. Durant els darrers onze anys de Neró del 56 al 68, va ser prefecte de la ciutat. Galba el va destituir del càrrec però el va recuperar amb Marc Salvi Otó, que desitjava guanyar-se a Vespasià, general de les legions de l'Orient.
Igualment va ser confirmat en el càrrec per Vitel·li i va fer que els soldats de la ciutat juressin fidelitat al nou emperador. Quan el general Antoni Prim i altres generals avançaven cap a Roma en nom de Vespasià, Vitel·li, que no confiava en la seva victòria, va oferir l'Imperi a Sabí fins a l'arribada del seu germà. Però els soldats germànics de Vitel·li no van acceptar el tracte i van decidir lluitar. Sabí es va haver de refugiar amb els seus soldats al Capitoli i a la nit següent va enviar un missatge demanant ajuda immediata als generals del seu germà, ja que Sabí tenia amb ell al seu fill, però també a Domicià, el fill de Vespasià. Al fer-se de dia els soldats de Vitel·li van atacar el Capitoli i es va posar foc en unes cases properes i finalment el Capitoli es va cremar totalment l'any 69. Sabí, cansat per l'edat i amb el cap tèrbol pels fets, va ser capturat i portat davant de Vitel·li que no el va poder protegir de la fúria dels soldats. Mentre Vitel·li s'estava dret davant dels esglaons del palau, els militars germànics van apunyalar Sabí i en van arrossegar les seves restes fins al lloc on es llençaven els cadàvers dels malfactors, les Escales Gemònies. El seu fill i el seu nebot Domicià van poder escapar.
Quan els generals de Vespasià van entrar a la ciutat, van recollir les seves restes i Sabí va rebre un funeral amb honors de censor. Flavi sabí tenia molt bona reputació tant en la pau com en la guerra. Durant els set anys que va governar Mèsia i els dotze que va ser prefecte de la ciutat, només se li va fer una acusació, la de ser massa pietós amb els infractors. Abans que Vespasià fos proclamat emperador, la dignitat de la família requeia en Sabí.
Va deixar dos fills: Flavi Sabí i Flavi Climent (Flavius Sabinus i Flavius Clemens).